# Acromyrmex
Acromyrmex is een geslacht van mieren uit de onderfamilie van de Myrmicinae en behoren tot de bladsnijdersmieren.

## Verspreiding en leefgebied
De soorten komen zowel in de tropen als in het gematigde klimaat van Zuid-Amerika voor, waar zij lage temperaturen kunnen verdragen.

## Voortplanting
Volgens Camargo zijn werksters van Acromyrmex-soorten vruchtbaar en kunnen ze eieren leggen, waaruit dan mannetjes komen. Dit gebeurt regelmatig na de dood van de koningin.

## Symbiose
De mieren gebruiken bladeren en bloemen als substraat voor het voeden van schimmels. Deze schimmels vormen vaak de belangrijkste bron van voedsel en de schimmel blijft vrij van pathogenen. Wetenschappers denken dat dit komt doordat de mier een bacterie (Actinobacteria) met zich meedraagt die werkt als antibioticum bij Escovopis, een parasiet bij schimmels.

## Soorten
- Acromyrmex ambiguus Emery, 1888
- Acromyrmex ameliae  De Souza, Soares & Della Lucia, 2007
- Acromyrmex aspersus F. Smith, 1858
- Acromyrmex balzani Emery, 1890
- Acromyrmex biscutatus Fabricius, 1775
- Acromyrmex coronatus Fabricius, 1804
- Acromyrmex crassispinus Forel, 1909
- Acromyrmex diasi Gonçalves, 1983
- Acromyrmex disciger Mayr, 1887
- Acromyrmex echinatior Forel, 1899
- Acromyrmex evenkul Bolton, 1995
- Acromyrmex fracticornis Forel, 1909
- Acromyrmex heyeri Forel, 1899
- Acromyrmex hispidus Santschi, 1925
- Acromyrmex hystrix Latreille, 1802
- Acromyrmex insinuator  Schultz, Bekkevold & Boomsma, 1998
- Acromyrmex landolti Forel, 1885
- Acromyrmex laticeps Emery, 1905
- Acromyrmex lobicornis Emery, 1888
- Acromyrmex lundii Guérin-Méneville, 1838
- Acromyrmex niger F. Smith, 1858
- Acromyrmex nigrosetosus Forel, 1908
- Acromyrmex nobilis Santschi, 1939
- Acromyrmex octospinosus Reich, 1793
- Acromyrmex pubescens Emery, 1905
- Acromyrmex pulvereus Santschi, 1919
- Acromyrmex rugosus F. Smith, 1858
- Acromyrmex silvestrii Emery, 1905
- Acromyrmex striatus Roger, 1863
- Acromyrmex subterraneus Forel, 1893
- Acromyrmex versicolor Pergande, 1894
- Acromyrmex volcanus Wheeler, 1937